# Península

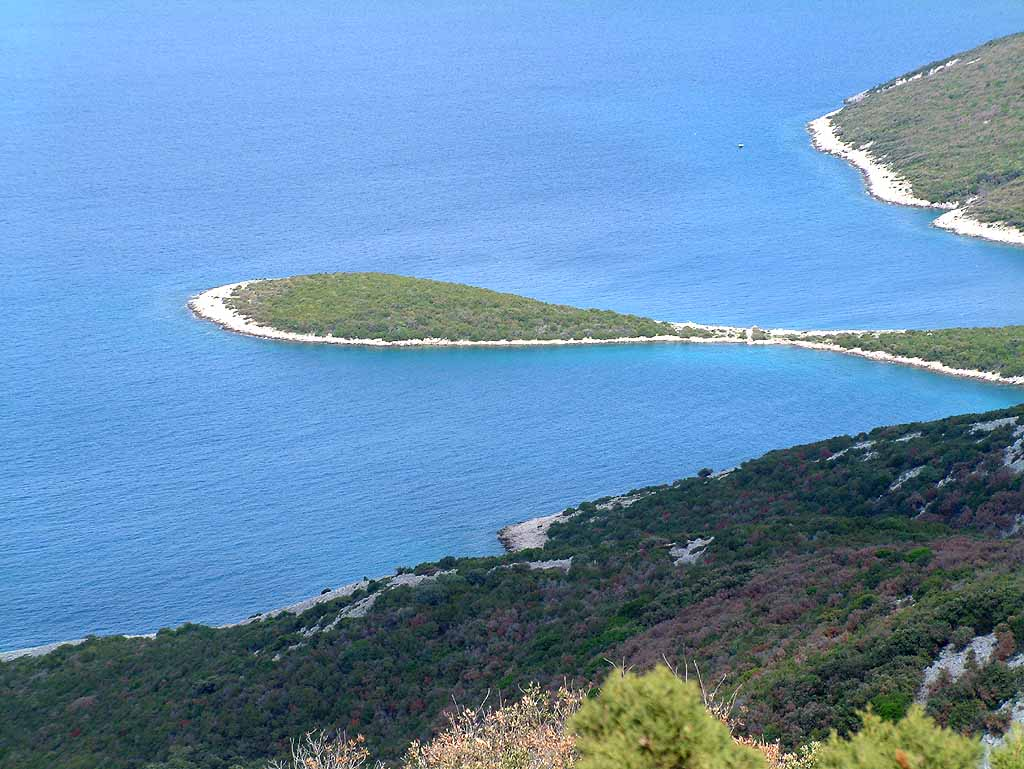
Una pequeña península en Croacia.

Una península o penisla (del latín paeninsŭla ‘casi isla’) es una extensión de tierra que está rodeada de agua por todas partes excepto por una zona o istmo, que la une al continente o isla. En general, el agua que rodea la tierra es el agua de mar, aunque también aparecen penínsulas en grandes lagos e incluso en otras extensiones menores de agua como estuarios o ríos. En muchas lenguas germánicas y célticas, y también en las bálticas, eslavas e idioma húngaro, las penínsulas se llaman «media-islas» (y en francés mantiene literalmente la etimología original de «casi isla», presqu'île).
Las penínsulas varían mucho en tamaño, yendo desde las penínsulas continentales (como la propia Europa, o el subcontinente indio) o las grandes penínsulas (ibérica, escandinava, itálica y balcánica en Europa; Kamchatka, Taimir, Corea, malaya y Arabia en Asia; Alaska, Baja California, Yucatán, Florida, Taitao y Valdés en América), hasta llegar a algunas tan pequeñas en relación con el continente que bien merecen esa consideración de «casi islas» (ver imagen).
En ciertos casos no está muy claro la forma de determinar cuando una extensión de tierra se considera una península o parte de ella no: en los casos más evidentes la parte de la península en contacto con el continente es tan estrecha que merece incluso un nombre propio, istmo; en otros casos la transición es tan gradual que es difícil precisar en qué momento y qué parte pertenece al continente y cual a la península (como en las penínsulas balcánica, itálica o india).
Cuando las penínsulas son accidentes más pequeños, relevantes desde un punto de vista local, a veces se las denomina mejor con otros términos geográficos, como cabo o punta, si son rocosas, y en casos de costas arenosas se habla de isla promontorio, tómbolo, cordón litoral, barra o espigón. (una punta es generalmente considerada como una porción afilada de tierra que se proyecta en un cuerpo de agua que es menos importante que un cabo).

## Penínsulas de África
| - Península de Almina, Ceuta (España) - Península de Anaga, Tenerife (España) - Bakassi, Camerún pero disputada con Nigeria - Península de Buri, Eritrea - Cabo Blanco, Mauritania/Marruecos - Península del Cabo, Sudáfrica - Cabo Bon, Túnez | - Península de Cabo Verde, Senegal - Punta Durnford, Marruecos - Península de Jandía, Fuerteventura (España) - Península de La Isleta, Gran Canaria (España) - Cuerno de África o península somalí, Somalia - Península de Raas Xaafuun, Somalia - Ponta de São Lourenço, Isla Madeira (Portugal) |

## Penínsulas de América del Norte

### Penínsulas de Canadá
| - Península acadiana, Nuevo Brunswick - Península de Adelaida, Nunavut - Península Aspotogan, Nueva Escocia - Península de Avalon, Terranova, Terranova y Labrador - Península de Banks, Nunavut - Península Barrow, isla de Baffin, Nunavut - Península Becher, isla de Baffin, Nunavut - Península Beekman, isla de Baffin, Nunavut - Península Bell, isla de Baffin, Nunavut - Península Bell, Southampton Island, Nunavut - Península Blunt, isla de Baffin, Nunavut - Península Bonavista, Terranova, Terranova y Labrador - Península Boothia, Nunavut - Península Borden, isla de Baffin, Nunavut - Península Brodeur, isla de Baffin, Nunavut - Península Bruce, Ontario, adentrándose en el lago Hurón - Península de Burin, Terranova, Terranova y Labrador - Península Burrard, Columbia Británica - Península Chebucto, Nueva Escocia - Península Colin Archer, isla Devon, en las islas de la Reina Isabel, Nunavut - Península Collinson, isla Victoria, Nunavut - Península Cumberland, isla de Baffin, Nunavut - Península Diamond Jennes, isla Victoria, Territorios del Noroeste - Península Cynthia, Ontario (en el lago Temagami) - Península Douglas, Territorios del Noroeste - Península Dunlas, isla Melville, Territorios del Noroeste/Nunavut - Península Foxe, isla de Baffin, Nunavut - Península de Gaspesia, Quebec - Península Great Northern, Terranova, Terranova y Labrador - Península Hall, isla de Baffin, Nunavut | - Península Henry Kater, isla de Baffin, Nunavut - Península Joan, Ontario (en el lago Temagami) - Península Kent, Nunavut - Península Kingston, Nuevo Brunswick - Península del Labrador, comprendiendo todo Labrador y la mayoría de Quebec - Península Leith, Territorios del Noroeste (en el Gran Lago del Oso) - Long Point, Ontario (en el lago Erie) - Península McLean, Ontario (en el lago Temagami) - Península de Melville, Nunavut - Península Meta Incognita, isla de Baffin, Nunavut - Península Natkusiak, isla Victoria, Territorios del Noroeste/Nunavut - Península Niagara, Ontario - Península North, Ontario (en el lago Nipigon) - Península de Nueva Escocia, Nueva Escocia - Península Pangertot, Nunavut - Península de Parry, Territorios del Noroeste - Península Pethel, Territorios del Noroeste - Point Pelee, Ontario (en el lago Erie) - Península Port au Port, Terranova, Terranova y Labrador - Península Prince Albert, Victoria Island, Territorios del Noroeste - Península Prince Edward, Ontario (en el lago Ontario) - Península Sibley, Ontario (en el lago Superior) - Península Simpson, Nunavut - Península Siorarsuk, isla de Baffin, Nunavut - Península Steensby, isla de Baffin, Nunavut - Península Storkerson, isla Victoria, Territorios del Noroeste/Nunavut - Península Saanich, Vancouver Island, Columbia Británica - Península Sunshine Coast, Sea-to-Sky Corridor, Columbia Británica - Península de Ungava, Quebec - Península Wollaston, isla Victoria, Territorios del Noroeste/Nunavut |

### Penínsulas de Estados Unidos
Alaska
- Península de Alaska
- Península Cleveland
- Península de Kenai
- Península Seward

California
- Marin County, California, is a southwards-pointing península surrounded by the Pacific Ocean, the northern part of San Francisco Bay, and San Pablo Bay
- Península de Monterey
- Península Palos Verdes
- Point Loma, San Diego
- Península de San Francisco
- Península Samoa, la más grande, el brazo de tierra septentrional que separa la bahía de Humboldt del Pacífico
- Península de Balboa en Newport Beach

Florida

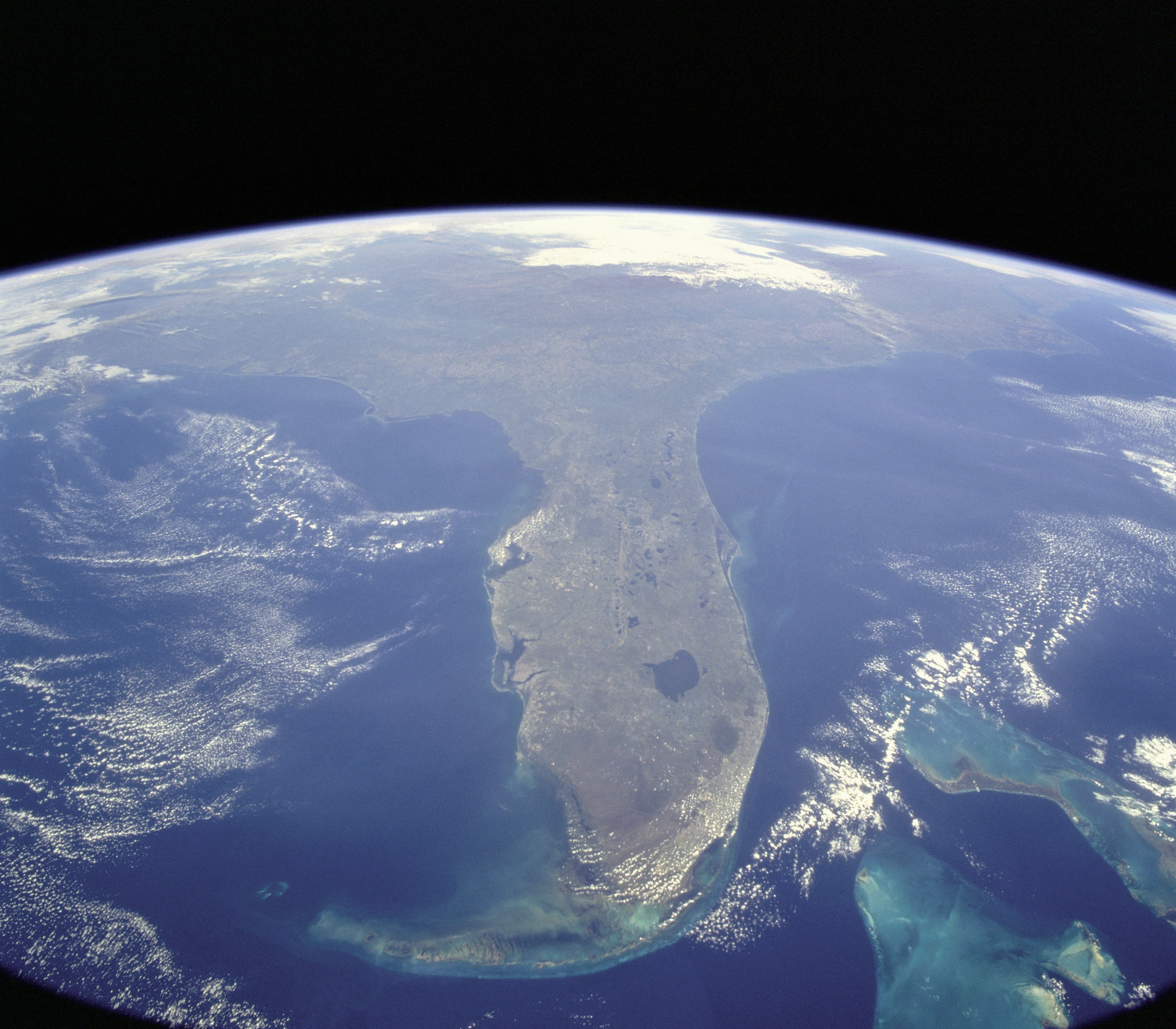
La península de la Florida

La península de la Florida es un ejemplo bien conocido de una gran península, con su superficie dividida entre la mayor península de la Florida y la menor pequeño del Mango de Florida, en el norte y el oeste. A su vez, tiene varias subpenínsulas más pequeñas:
- Península de Fairpoint
- Península de Pinellas incluyendo San Petersburgo y Clearwater
- La mayoría de Tampa se encuentra en la península de Interbay, que se adentra en bahía de Tampa
- Cabo Sable

Míchigan

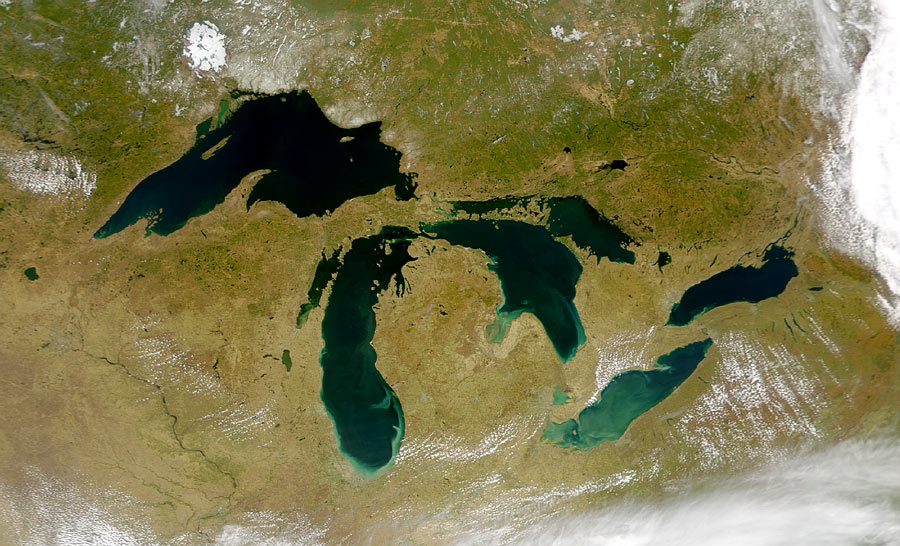
Las grandes penínsulas de Míchigan desde el espacio, mostrando tanto la península superior de Míchigan y la península inferior de Míchigan.

Míchigan es muy distinguible por su forma de guante de la Península Inferior de Míchigan que a su vez incluye:
- Península Dyke
- Punta Fountain
- Península Leelanau
- Península Old Mission
- The Thumb
- Península Woodtick

El tercio septentrional de Míchigan se llama la Península Superior de Míchigan y a su vez incluye:
- Península Abbaye
- Península Garden
- Península Keweenaw
- Península Stonington

Nueva Jersey
| - Península Barnegat - Península Cape May - Sandy Hook - New Barbadoes Neck, entre el río Hackensack y el río Passaic - Punta Caven en Jersey City es una parte del Liberty State Park y Port Liberte. | - Punta Bergen y Constable Hook son dos penínsulas en Bayonne, que se encuentra a sí mismo en una península rodeada por Upper New York Bay, bahía de Newark y Kill Van Kull, anteriormente conocida como Bergen Neck - Droyer's Point y punta Kearny marca la desembocadura del río Hackensack - MOTBY y Port Jersey son dos penínsulas que se extienden en el Upper New York Bay |

Nueva York
- The Bronx, Nueva York, y Yonkers, Nueva York
- Long Island, fue una vez una península conectada con América del Norte durante la gran Edad de Hielo
- Cumberland Head
- Coney Island, fue una vez una isla real hasta que la isla se amplió a través de la recuperación de tierras en la Coney Island Creek convirtiéndose así en una península.
- Península Rockaway en el sureste de Queens

Utah
- Isla Antílope, Utah, se convierte en una península cuando las aguas están bajas, en la costa meridional del Gran Lago Salado
- Península Promentory, en la costa nororiental del Gran Lago Salado
- Península Stansbury, se convierte en una península cuando las aguas están bajas, en la costa meridional del Gran Lago Salado

Virginia
- Península Delmarva, que comprende partes de Maryland y Virginia, y todo el estado de Delaware
- Península Middle, en la costa occidental de la bahía de Chesapeake
- Northern Neck, en la costa occidental de la bahía de Chesapeake
- Península de Virginia, en la costa occidental de la bahía de Chesapeake

Otros estados
- Cabo Cod, Massachusetts, un cabo que puede ser visto como una península
- Península Delmarva, encompassing parts de Maryland y Virginia, and all of Delaware
- Península Door, Wisconsin (en el lago Míchigan)
- Península Key, Washington, en el Puget Sound
- Península Kitsap, Washington, en el Puget Sound
- Mokapu, Hawái
- Nahant, Massachusetts
- Península Olympic, Washington
- Península de Long Beach, Washington
- Presque Isle, Erie, Pensilvania
- Port Bolivar, Texas, en la costa de Texas.
- Península Encinal, Flour Bluff, Corpus Christi, Texas.

### Groenlandia
- Alfred Wegeners Halvo
- Hayes Halvo
- Ingnerit
- Península de Nuussuaq
- Sigguup Nunaa (Svartenhuk Halvø)

### Penínsulas de México
| - Península de Baja California, México, comprendida por los estados de Baja California y Baja California Sur - Península de Vizcaíno, se encuentra en parte noroeste del estado de Baja California Sur - Península de Concepción, se encuentra en parte central del estado de Baja California Sur - Península de Yucatán, que separa parcialmente el golfo de México del mar Caribe - Península de Atasta, se encuentra en parte suroeste del estado de Campeche | - La península de Baja California - Península de Yucatán (México y Belice) |

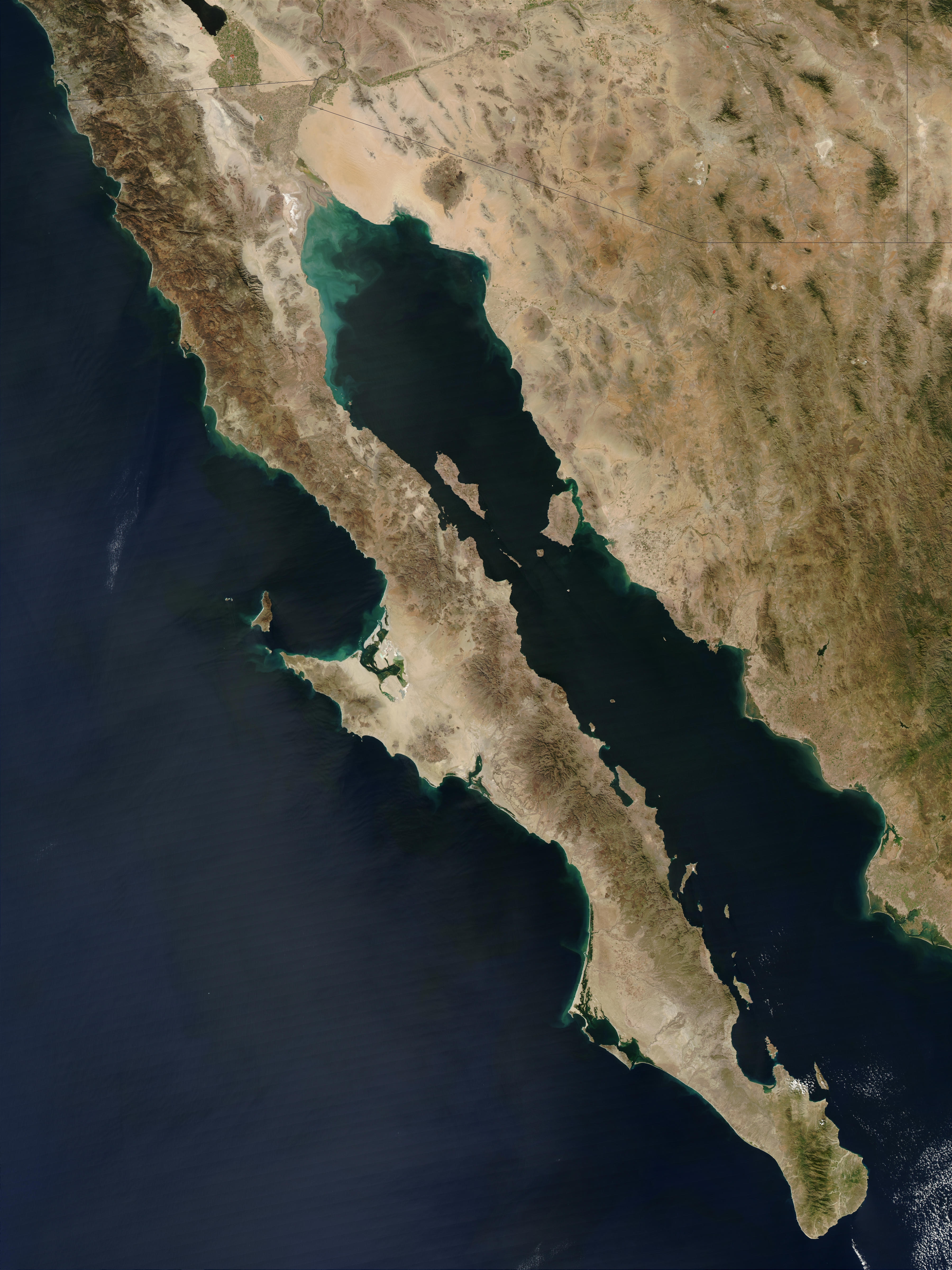
La península de Baja California
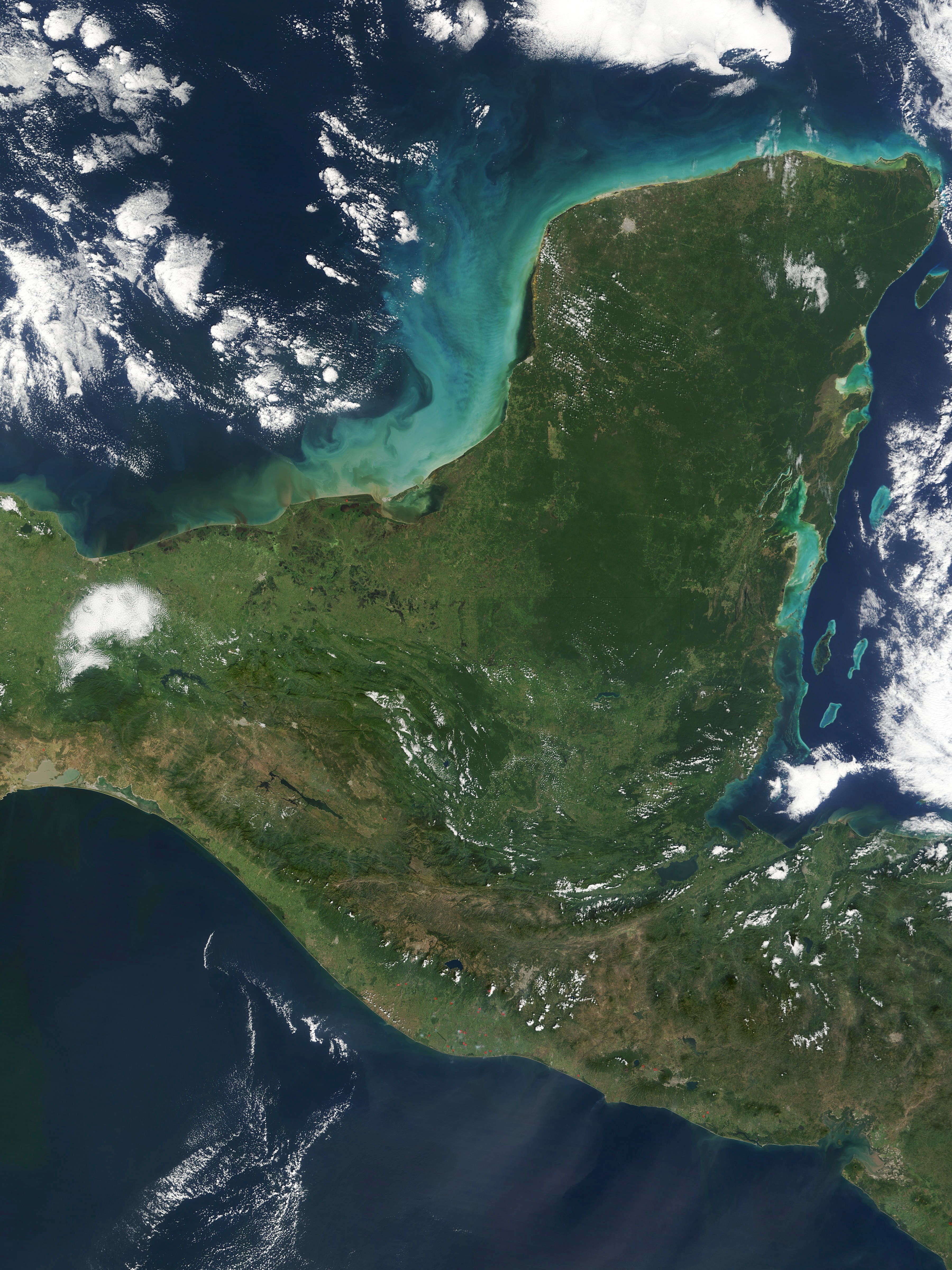
Península de Yucatán (México y Belice)

## Penínsulas de América Central
| - Península de Manabique, en Guatemala - Península de Placencia, en Belice - Península de Nicoya, en Costa Rica - Península de Osa, en Costa Rica | - Península de Azuero, en Panamá - Península Valiente, en Panamá - Península de Cosigüina, en Nicaragua |

### Caribe
| - Península de Zapata, en Cuba - Península de Guanahacabibes, en Cuba - Península de Hicacos, en Cuba | - Península de Samaná, en República Dominicana - Península de Pedernales, en República Dominicana |

## Penínsulas de América del Sur
Tierra del Fuego de Chile/Argentina fue una vez una península que se extiende al sur de América del Sur durante la gran Edad de Hielo.
| - Península de Valdés, en Argentina - Península Mitre, en Argentina - Península Verde, en Argentina - Península El Páramo, en Argentina - Península Ushuaia, en Argentina - Península de Copacabana, en Bolivia - Perú - Península de Itapagipe, en Brasil - Cabo de São Tomé, en Brasil - Península de Arauco, en Chile - Península de Brunswick, en Chile - Península de Mejillones, Chile - Península de Taitao, en Chile - Península de Barú, en Colombia - Península de la Guajira, en Colombia - Venezuela - Península de Santa Elena, en Ecuador - Península Lambareña, en Paraguay - Península del Ferrol, en Perú - Península de Illescas, en Perú - Península de Paracas, en Perú - Península de La Punta, en Perú - Península de Araya, en Venezuela - Península de Macanao, en Venezuela - Península de Paraguaná, en Venezuela - Península de Paria, en Venezuela - Punta del Este, en Uruguay |

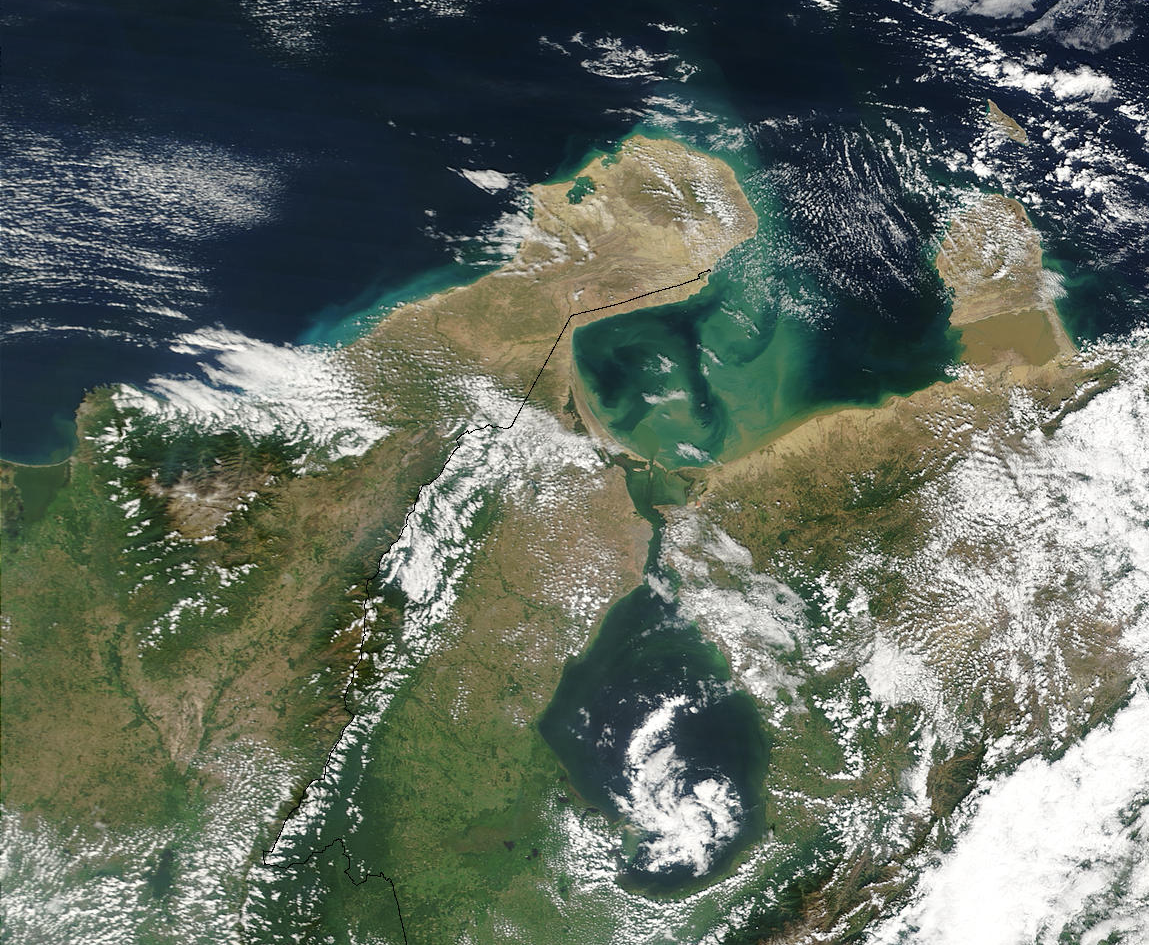
Península de La Guajira compartida entre Colombia y Venezuela. A su derecha la Península de Paraguaná perteneciente a Venezuela.

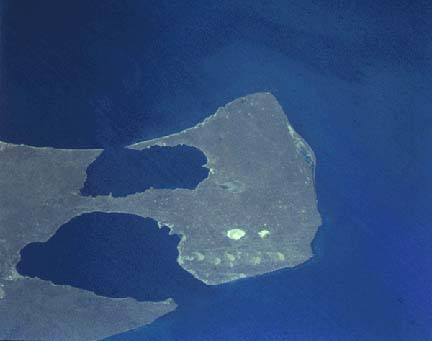
Península Valdés en Argentina.

## Penínsulas de la Antártida
| - Península Antártica - Península de Eduardo VII - Península Fletcher | - Península Fowler - Península Martin |

## Penínsulas de Asia

### Kazajistán
- Península de Mangyshlak

### Mediterráneo oriental
| - Asia Menor - Beirut, Líbano - El Mina, Líbano - Haifa, Israel - Acre, Israel, Israel - Península del Sinaí, Egipto - Península Kapıdağı, Turquía - Península Datça, Turquía - Península de Side, Turquía |

### Golfo Pérsico

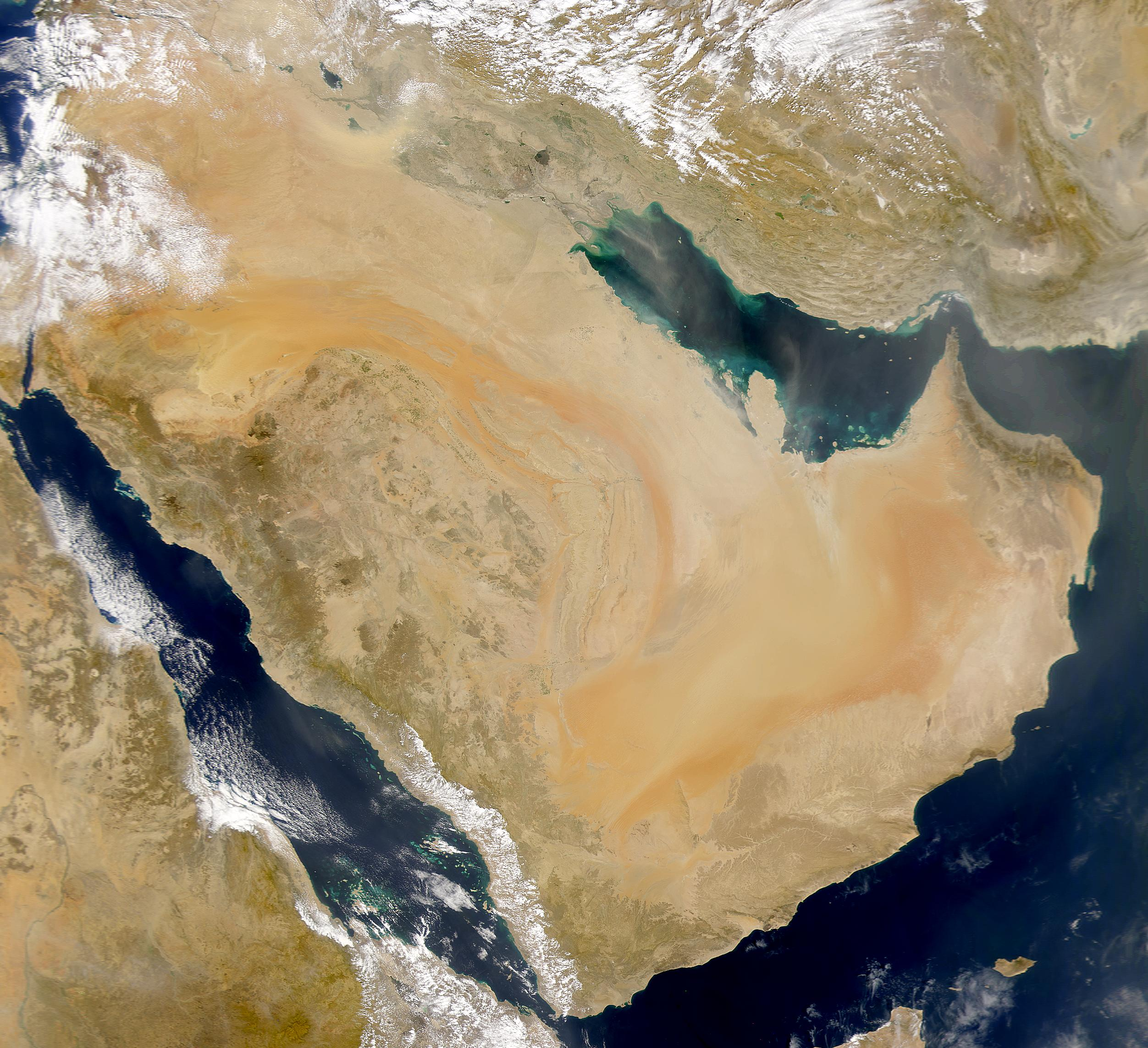
Península arábiga (Arabia, Baréin, Emiratos Árabes, Irak, Jordania), Kuwait, Omán, Catar, Siria y Yemen.

- Península arábiga; Arabia Saudita, Irak, Kuwait, Bahrain, Catar, Jordania, Emiratos Árabes Unidos, Yemen y Omán
- Península de Catar
- Península de Al-Faw, Irak
- Península Musandam; Omán, Emiratos Árabes Unidos

### Subcontinente indio y Asia meridional

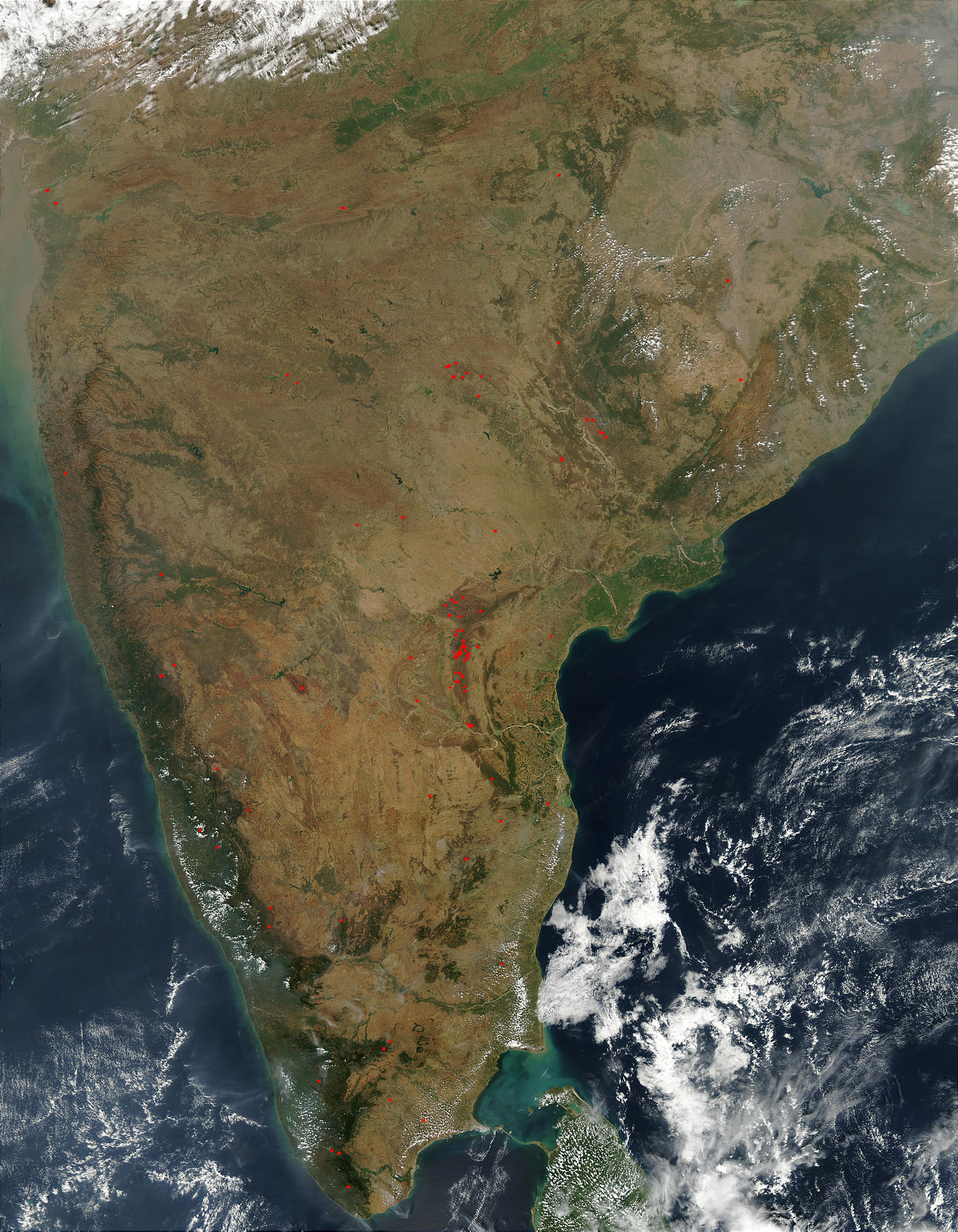
India meridional (India peninsular).

- Península del Indostán: el mismo subcontinente indio es una península.
- Península Colaba, Bombay
- Península del Deccan
- Península Worli, Bombay
- Península de Kathiawar, Guyarat
- Península Gwadar, Pakistán
- Península de Jaffna, en el norte de Sri Lanka

### China
- Península de Kowloon (Hong Kong)
- Península de Leizhou
- Península de Liaodong
- Península de Shandong
- Fan Lau (Hong Kong)
- Península Sai Kung (Hong Kong)
- Península Stanley (Hong Kong)
- Península Chi Ma Wan (Hong Kong)
- Península Chung Hom Kok (Hong Kong)
- Península Wan Tsai

### Corea

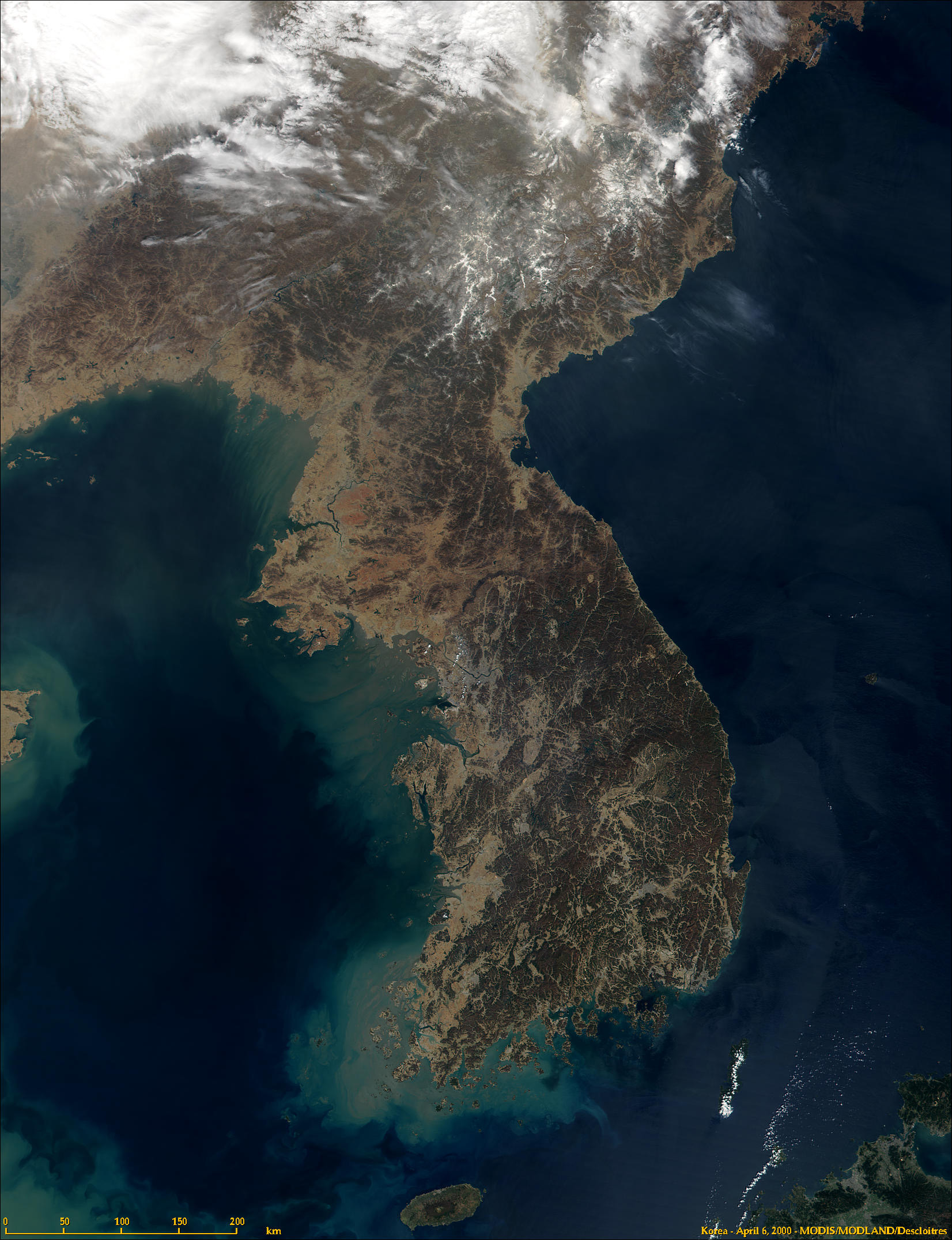
Península de Corea

Toda la extensión de tierra que comprende Corea del Norte y Corea del Sur es una península, rodeada por el mar de Japón en el este; el mar de China Oriental, al sur; y el mar Amarillo al oeste. El estrecho de Corea conecta los dos primeros cuerpos de agua.

### Japón
| En Kyūshū: - Nishi-sonogi-hanto - Kunisaki-hanto - Satsuma-hanto - Osumi-hanto | en Honshū: - Oshika-hanto - Noto-hanto - Oga-hanto - Miura-hato - Boso-hanto | en Hokkaido: - Península de Shiretoko - Península Shakotan |

### Asia suroriental
- Península Malaya
- Península Indochina

### Filipinas
| - Península Bataan, Luzón - Península Bicol, Luzón - Península Caramoan, Bicol - Península de Bondoc, Luzón - Cavite, Luzón | - Península de San Ildefonso, Luzón - Península de Zamboanga, Mindanao - Tinaca Point, Dávao del Sur - Península Pujada, Mindanao |

### Indonesia
| - Poluostrov Yamau - Semenanjung Blambangan, Java, - Semenanjung Minahassa, Sulawesi | - Península East, Sulawesi - Península South-east, Sulawesi - Península South, Sulawesi |

### Vietnam
| - Península de Cà Mau, Cà Mau Province - Península Hòn Gốm, Da Lat City - Península Sơn Trà, Da Nang - Península de Ngũ Xã, Hanói - Península Bình Quới, Ciudad Ho Chi Minh | - Península Cam Ranh, Khanh Hoa Province - Península Đầm Môn - Península Trà Cổ, Quang Ninh - Península Phương Mai, Qui Nhơn |

### Malasia
- Península NorthWestern, Kudat
- Península de Malaca
- Península semporna, Semporna y Tawau
- Península Sandakan, Sandakan
- Península Pitas, Pitas

## Penínsulas de Europa
Europa es a veces considerada como una gran península que se extiende fuera de Eurasia. Se compone a su vez de muchas penínsulas, siendo las cuatro principales las penínsulas ibérica, escandinava, itálica y balcánica.

### Península balcánica

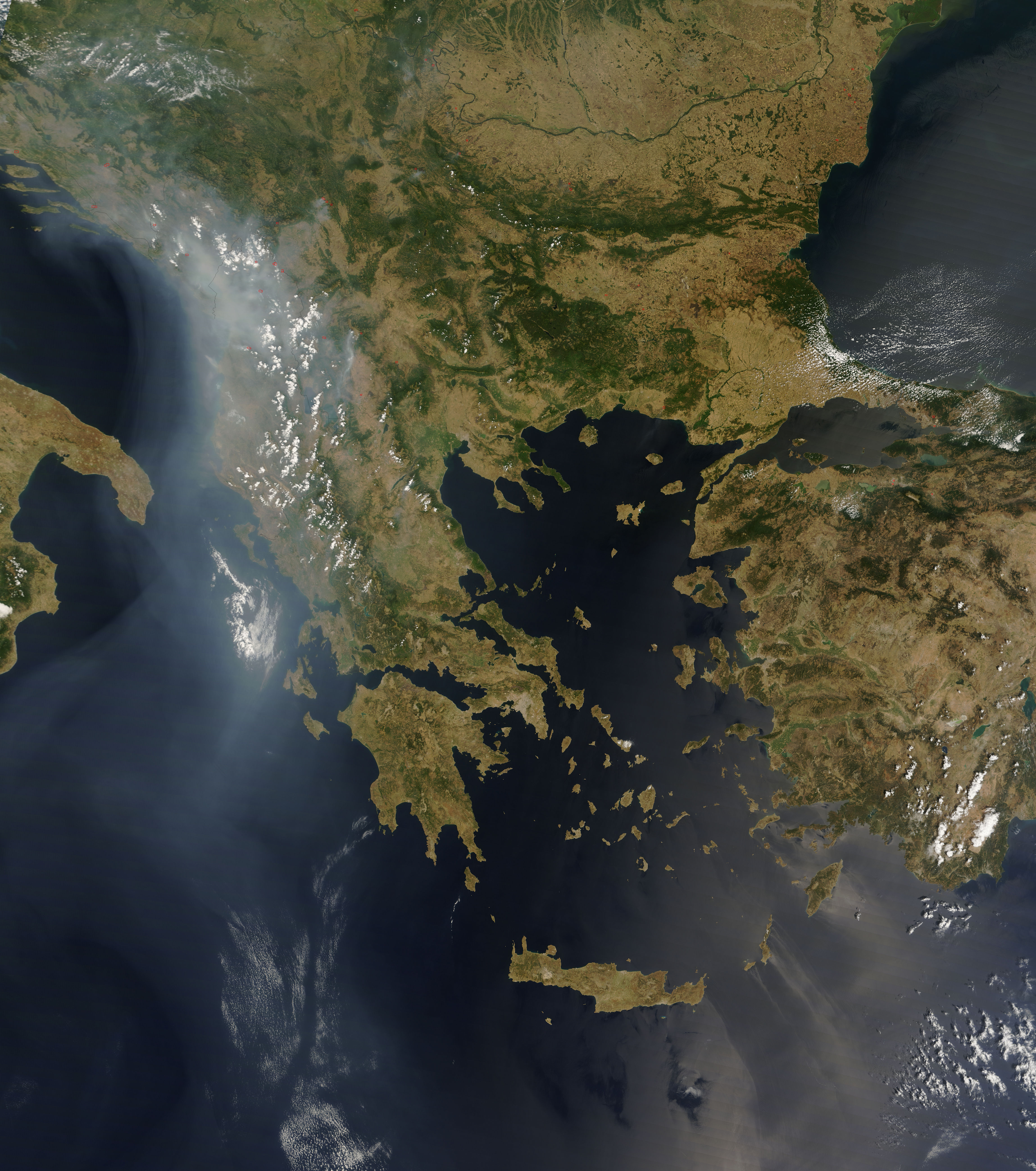
Península de los Balcanes

Los Balcanes es una península incluidos Albania, Bosnia y Herzegovina, Bulgaria, Croacia, Grecia, Kosovo, Macedonia del Norte, Montenegro, Rumania, Serbia, Eslovenia y la parte europea de Turquía.
- Calcídica, Grecia
- Kassandra, Grecia
- Península de Mani, Grecia
- Monte Athos, Grecia
- Peloponeso, Grecia
- Sithonia, Grecia
- Pilio, Grecia
- Istria, Croacia/Eslovenia
- Península de Piran, Eslovenia
- Pelješac, Croacia
- Península de Prevlaka, Croacia
- Split, Croacia
- Zadar, Croacia
- Península de Karaburun, Albania
- Luštica, Montenegro
- Península de Galípoli, Turquía

### Península itálica

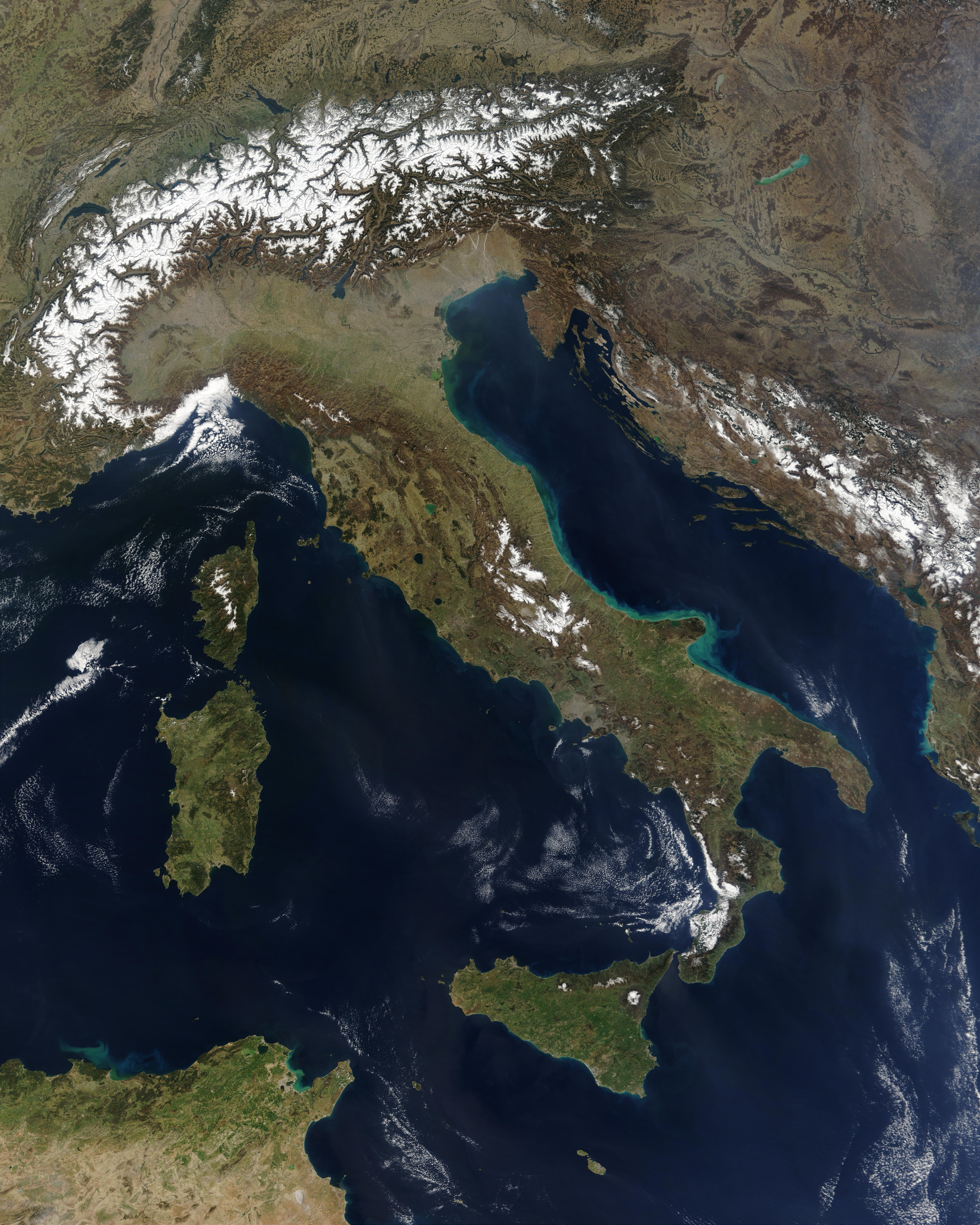
Península itálica, (Italia, San Marino y la Ciudad del Vaticano).

| - Península itálica - Calabria - Península salentina - Promontorio del Gargano - Península sorrentina - Promontorio de Orbetello |

### Península ibérica
La península ibérica comprende la España peninsular y Portugal continental, Andorra, el territorio británico de ultramar de Gibraltar y una pequeña parte del sur de Francia.

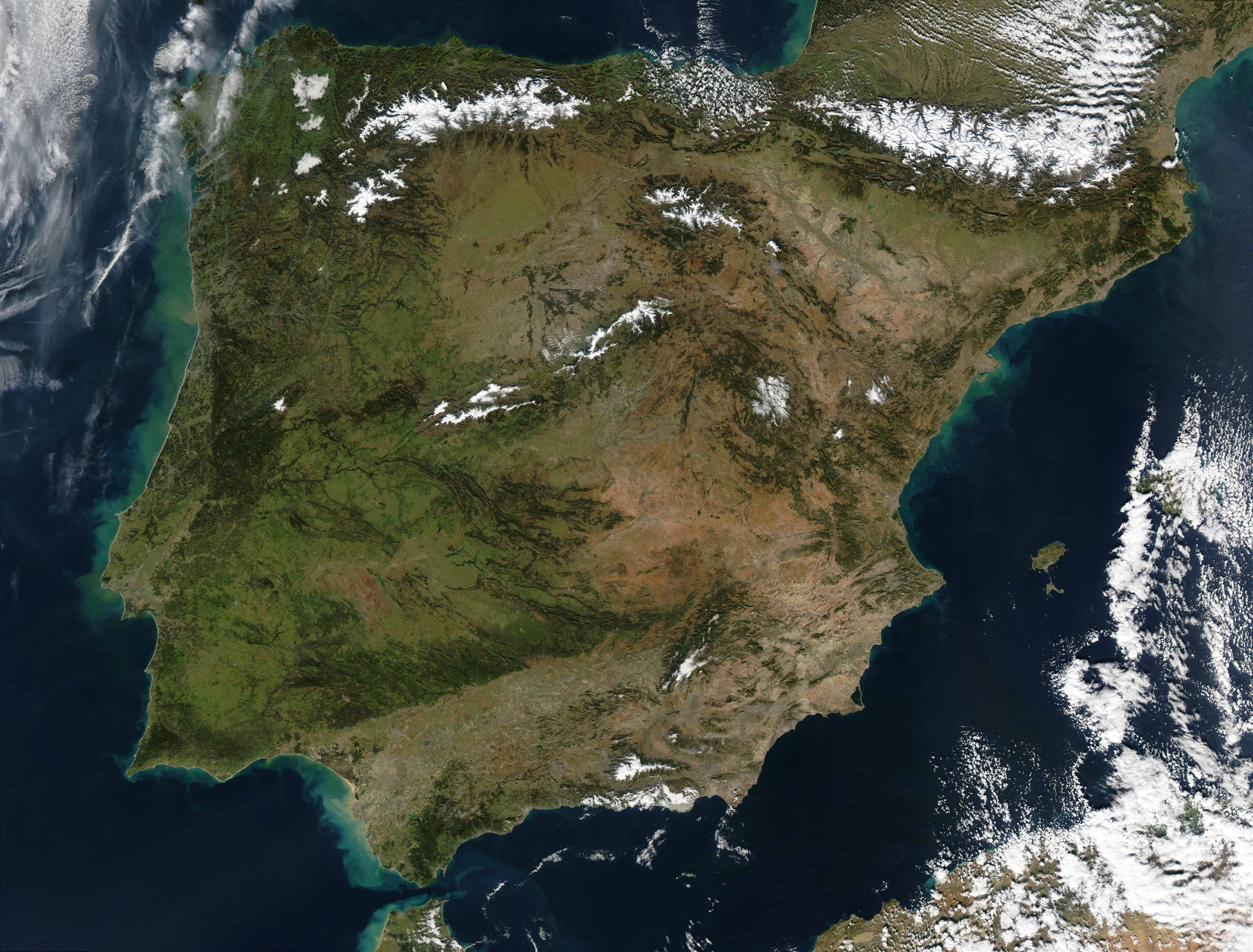
Península ibérica (España, Portugal Y Andorra).

| - Península de Lisboa, Portugal - Península de Setúbal, Portugal - Peniche, Portugal - Cabo Espichel, Portugal - Cabo Carvoeiro, Portugal - Cabo de San Vicente, Portugal - Península de Troia, Portugal | - Gibraltar, Reino Unido - Cádiz, España - La Coruña, España - Morrazo, España |  |

### Península escandinava
La península escandinava comprende los actuales países de Suecia, Noruega y parte de Finlandia.

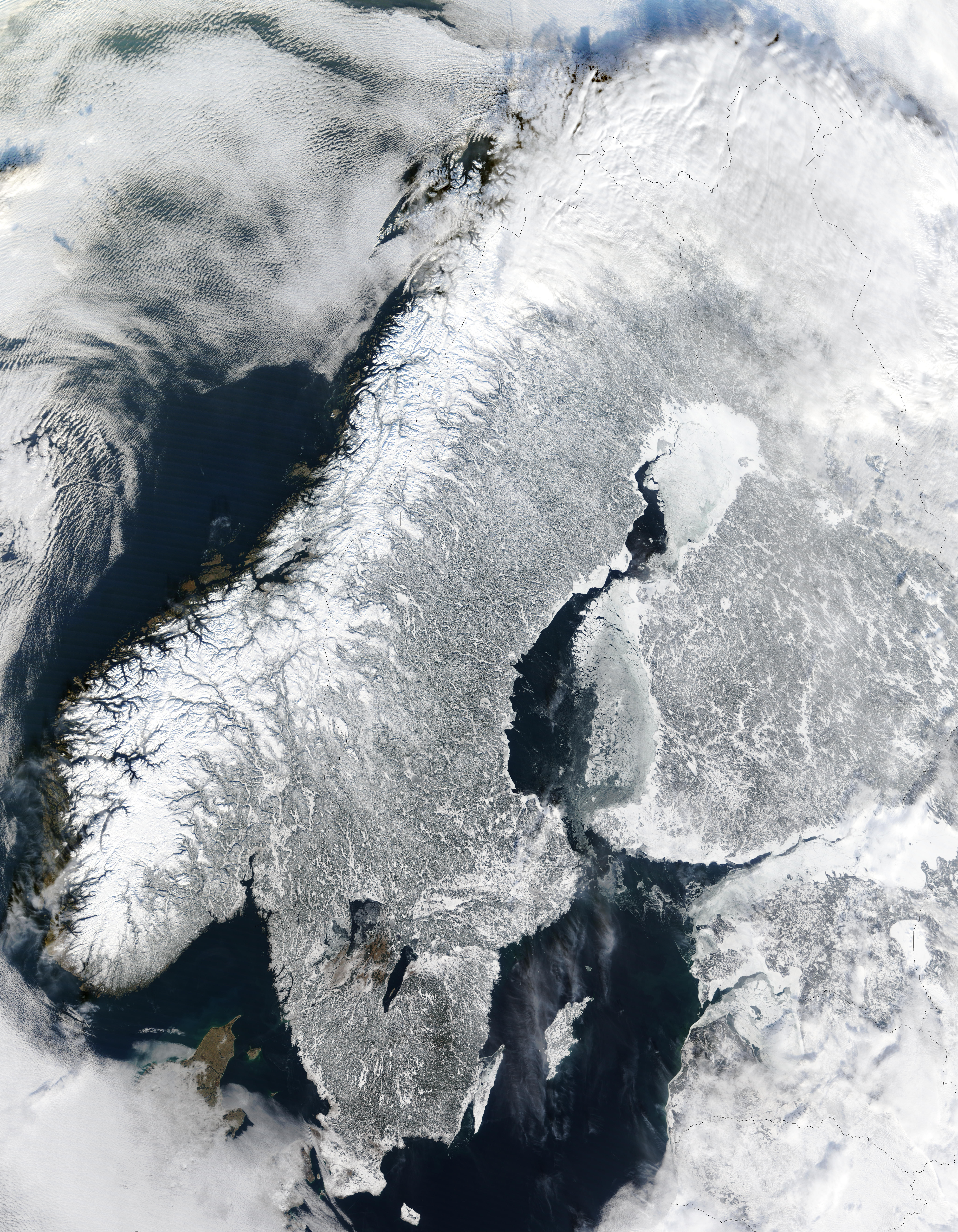
Península escandinava

| - Bygdøy, Noruega - Fornebulandet, Noruega - Fosen, Noruega - Hamarøyhalvøya, Noruega - Hurumlandet, Noruega - Lista, Noruega - Lyngenhalvøya, Noruega - Península Nordkinn, Noruega | - Nesodden, Noruega - Ofothalvøya, Noruega - Porsangerhalvøya, Noruega - Scania, Suecia - Snarøya, Noruega - Stad, Noruega - Sværholthalvøya, Noruega - Södertörn, Noruega - Península de Varanger, Noruega |  |

### Dinamarca
| - Península de Jutlandia, que forma la mitad occidental del país. - Djursland - Grenen - Helgenæs - Horne Land - Hornsherred | - Hindsholm - Kegnæs - Mols - Odsherred - Salling - Península de Stevns |

### Turquía

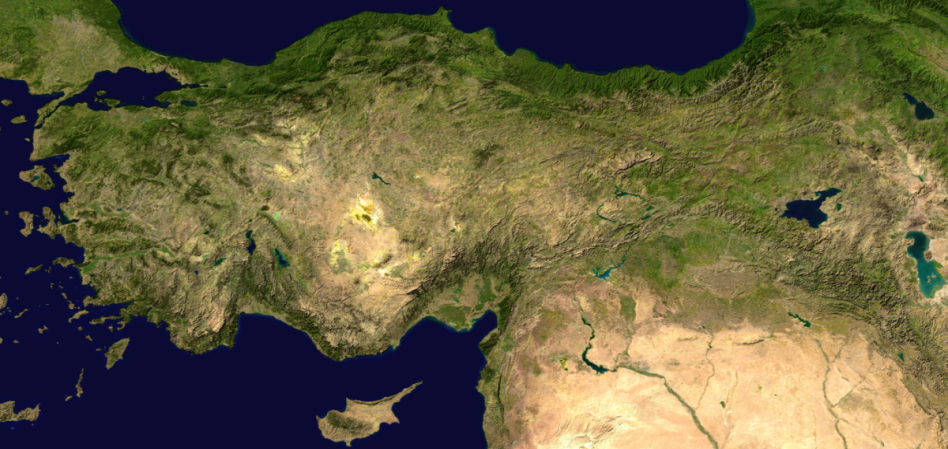
Península de Anatolia

- Península de Anatolia
- Península Tracia
- Península de Galípoli
- Península de Karaburun
- Península Dilek
- Península Datça

### Reino Unido
Durante la gran Edad de Hielo, toda Gran Bretaña era una península, que se extendía al noroeste desde la parte continental de Europa /Francia. El canal de la Mancha no existía en ese momento.
Inglaterra
| - Cornwall, Devon, Somerset, and Dorset - the South West Peninsula, o el West Country, o Wessex - Península Dengie, Essex - The centre of the city of Durham, County Durham - The Fylde, Lancashire - Península Hoo, Kent - Isla de Dogs, Londres - Península Greenwich, Londres - Gosport, Hampshire | - The Lizard, Cornwall - Península Manhood, West Sussex - Morte Point, North Devon - Penwith, Cornwall - Isla de Purbeck, Dorset - Isla de Portland, Dorset - Rotherhithe, Londres - Spurn, Yorkshire - Tendring, Essex - Península Wirral, Cheshire y Merseyside |

Escocia
| - Ardnamurchan, Lochaber - Black Isle, Ross and Cromarty - Cowal, Argyll and Bute - Doonie Point, Aberdeenshire - Dunnet Head, Caithness - Faraid Head, Sutherland - Fife | - Kintyre, Argyll and Bute - Knoydart, Lochaber - The Machars, Dumfries and Galloway - Morvern, Lochaber - Strathy Point, Sutherland - Point of Hellia, Orkney - Point, Outer Hebrides |

Gales
| - Península Creuddyn juts out of the North Wales coast and includes the towns of Llandudno, Rhos-on-Sea and Deganwy. Plus the headlands of Great Orme and Little Orme - Península de Gower, Swansea - Península de Lleyn - Península de Marloes, Pembrokeshire | - Península de Pembrokeshire, West Wales - Península de South Pembrokeshire. - St Davids Head, Pembrokeshire - South West Wales - Swansea to New Quay - surrounded by the Bristol Channel, St George's Channel and Cardigan Bay |

Irlanda del Norte
- Península Ards, County Down
- Isla Magee
- Península Lecale
- Ramore Head, Portrush

### República de Irlanda
| - Península Achill Head - Donegal - Munster, como Úlster, Munster está rodeado por tres lados por mar - Península Beara - Península Cooley - Península Dingle - Península Fanad - Península Hook | - Horn Head - Península del cabo de Howth - Inishowen - Península de Iveragh - Península Loop Head - Península del cabo de Mizen - Península Mullet - Old Head of Kinsale - Rosguill - Península Sheep's Head |

### Rusia
| - Península de Chukotka - Curonian Spit, óblast de Kaliningrado (compartida con Lituania) - Península de Guida - Península de Kamchatka, en Siberia - Península de Kanín | - Península de Kola - Península Rybachy - Península de Samland, óblast de Kaliningrado - Península de Taimir - Vistula Spit, óblast de Kaliningrado (shared with Poland) - Península de Yamal |

### Otros países
| - Apsheron, Azerbaiyán - Au peninsula, Au, Zúrich, Suiza - Bretaña, Francia - Butjadingen, Alemania - Península Cotentin, Francia - Península de Crimea, Rusia - Fischland-Darß-Zingst, Alemania | - Península Hel, Polonia - Península Karpass, Chipre - North Holland, Países Bajos - Península de Kakumäe, Estonia - Sõrve Säär, Estonia - Walcheren, Países Bajos - Zuid-Beveland, Países Bajos - Tihany, Hungría |

## Penínsulas de Oceanía

### Penínsulas de Australia
| - Península Beecroft, New South Wales - Península Bellarine, Victoria - Península del Cabo York, Queensland - Península de Cobourg, Territorio del Norte - Península Cronulla sand dunes, Kurnell Peninsula - Península Dampier, Australia Occidental - Península de Eyre, Australia Meridional - Península de Fleurieu, Australia Meridional - Península Freycinet, Tasmania - Península Inskip, Queensland | - Territorio de la Bahía de Jervis - Península de Mornington, Victoria - Redcliffe, Queensland - Stockton, New South Wales - Península de Tasman, Tasmania - Tasmania, asimismo una península conectada a Australia durante la gran Edad de Hielo; - Promontorio Wilsons, Victoria - Woy Woy, New South Wales - Península Yorke, Australia Meridional - Península Younghusband, Australia Meridional |

### Penínsulas de Nueva Zelanda
| - Península Aupouri, Isla Norte - Península de Banks, Isla Sur - Península Bluff, Isla Sur - Bream Head, Isla Norte - Cabo de Brandon Conde, Isla Sur - Cabo Brett, Isla Norte - Cabo Campbell, Isla Sur - Cabo Foulwind, Isla Sur - Cabo Kidnappers, Isla Norte - Cabo Turnagain, Isla Norte - Península de Coromandel, Isla Norte | - Farewell Spit, Isla Sur - Península Kaikoura, Isla Sur - Península Karikari, Isla Norte - Península Mahia, Isla Norte - Península Miramar, Isla Norte - Mount Maunganui, Isla Norte - North Auckland, Isla Norte - Península de Otago, Isla Sur - Tiwai Point, Isla Sur |

### Penínsulas de Papúa Nueva Guinea
| - Península de Gazelle, Nueva Bretaña | - Península de Huon |